# ميخائيل تومسون (دراج)
ميخائيل تومسون (بالإنجليزية: Michael Thomson)‏ هو دراج جنوب أفريقي، ولد في 18 فبراير 1983.

## وصلات خارجية
- ميخائيل تومسون على موقع أرشيف الدراجات (الإنجليزية)